# Emiblocco posteriore sinistro
L'emiblocco posteriore sinistro è una condizione in cui il fascicolo posteriore sinistro, che si dirige verso la parte inferiore e posteriore del ventricolo sinistro, non conduce gli impulsi elettrici dal nodo atrio-ventricolare. Il fronte d'onda si sposta invece più rapidamente attraverso il fascicolo anteriore sinistro e il ramo del fascio destro, portando ad una deviazione assiale destra sull'elettrocardiogramma.
L’American Heart Association ha definito l'emiblocco posteriore sinistro in un asse frontale fra i 90° e i 180° nella popolazione adulta.